# DX1
DX1 — микроспутник разработанный компанией Dauria Aerospace. Успешно запущен 8 июля 2014 года.

## Описание
Предназначен для испытания оборудования, отработки технологии и программного обеспечения, унифицированной платформы малых космических аппаратов серии DX. Спутники на этой платформе могут использоваться для широкого круга задач, например для дистанционного зондирования Земли или ретрансляции сигналов.
Может использоваться на низкой околоземной орбите.
Одним из разработчиков спутника был кандидат технических наук Александр Шаенко.

## Запуск
Успешно запущен 8 июля 2014 года с космодрома Байконур, попутным запуском с КА «Метеор-М №2» ракетой-носителем «Союз 2.1Б» с разгонным блоком « Фрегат ».